# ジェームズ・アーミステッド・ラファイエット
ジェームズ・アーミステッド・ラファイエット（1748年 - 1830年または1760年 - 1832年）は、奴隷の子に生まれ、アメリカ独立戦争で大陸軍に参加してラファイエット侯爵に仕え、諜報活動で活躍したアフリカ系アメリカ人である。英国軍部隊に二重スパイとして潜入し、英国側には偽りの情報を与える一方、ベネディクト・アーノルドやチャールズ・コーンウォリスの動きを含む正確かつ詳細な情報をアメリカ側に伝え続け、ヨークタウンの戦いにおけるアメリカ軍の勝利に貢献した。戦後、ラファイエット侯爵の協力を得てバージニア州議会に奴隷からの解放を認められた。自身のみならず、奴隷全体の解放に積極的であった侯爵に敬意を表し、自由の身となって「ラファイエット」（または「ファイエット」)の姓を名乗った。なお、生前のジェームズは自ら「アーミステッド」の姓を名乗ったことはない。

## 生い立ち
ジェームズは、1748年バージニア植民地のニューケント郡生まれ、あるいは1760年ノ－スカロライナ植民地生まれとされる。母親は奴隷であった。経緯は不明だが、ニューケント郡のジョン・アーミステッド大佐が所有する奴隷となり、息子ウィリアム専属の従者にあてがわれた 。ウィリアムの勉学にお供がいた方がよいと考えたジョンは、息子といっしょにジェームズにも読み書きを学ばせた。

## アメリカ独立戦争

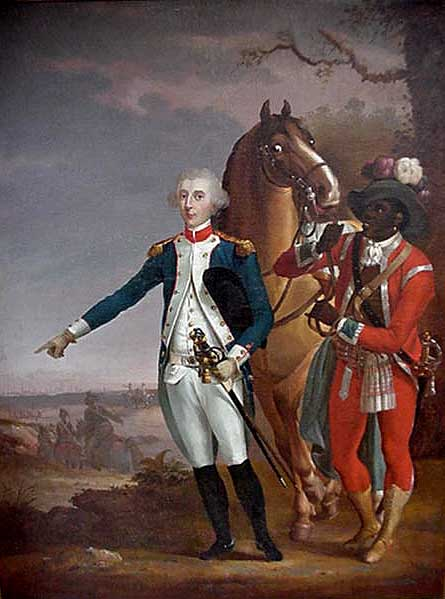
『ヨークタウンのラファイエット』、ジャン＝バティスト・ル・パオン作（1783年頃）

1779年にジョン・アーミステッドが亡くなり、息子のウィリアムが父親の商店や土地とともにジェームズの所有権を相続した。革命戦争が勃発した1775年、バージニア植民地最後の総督ダンモア卿は、英国軍に入隊する奴隷に自由を与えることを約束（「ダンモア卿の宣言」）していたが、ウィリアムは独立志向の強い愛国者で、革命戦争中はバージニア軍の兵糧調達を支援した。1781年1月、元大陸軍准将で英国側に寝返ったベネディクト・アーノルドが侵攻部隊を率いてニューケント郡下流のウェストオーバー・プランテーションに上陸し、バージニアのリッチモンドを含むタイドウォーター地域に攻め込んで来ると、知事のトーマス・ジェファーソンと議員らがリッチモンドから脱出した。ジェームズは、ウィリアムの許しを得てラファイエットが率いる大陸軍への参加を志願し、伝令や人夫、スパイとして仕えることになった。ジェームズは、脱走奴隷を装ってポーツマスに陣を構えていたアーノルド陣営に入隊すると、英国側のスパイとして働くふりをしてアーノルドを信用させ、現地の道案内役として部隊の先導を任されるまでになった。
1781年5月下旬、アーノルドがニューヨークに向けて去った後もジェームズはバージニアに留まり、今度はチャールズ・コーンウォリス卿の陣営で任務を継続した。伝令として英国軍の宿営地を往来したジェームズは、士官が大っぴらに戦略について話すのをたびたび盗み聞きしては報告書にまとめ、他のアメリカ側スパイに伝達した。この諜報活動によって、英国軍の部隊配置の計画や武器に関わる多くの情報がアメリカ側に伝えられ、革命軍がヨークタウンの戦いで英国軍を下すのに大いに役立った。

## 奴隷からの解放

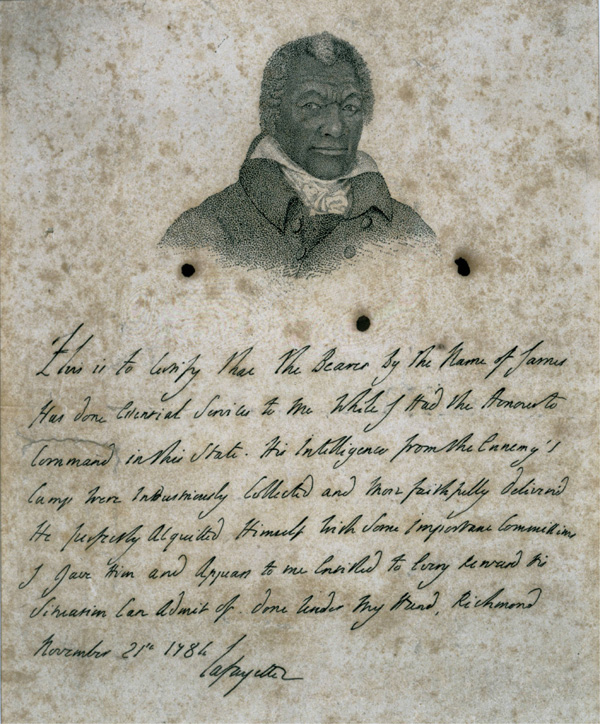
ジェームズの解放のためにラファイエット侯爵がしたためた証明書（1784年、複製）

1782年、バージニアは奴隷解放令を制定したが、ジェームズはウィリアム・アーミステッドが所有する奴隷の身分を解かれなかった。これは、翌1783年に通過した法律で、火器を使って革命戦争を戦った奴隷（所有者の代わりに従軍したとみなせる奴隷）のみが解放されると定めたためであった。ジェームズはスパイであり、火器を持つ兵士ではなかった。そのため、ジェームズが議会に初めて提出した解放の請願は、立法委員会が結論を出せないまま議会の会期が終了してしまった。しかし、ジェームズは諦めなかった。1786年には、州議会下院議員となっていたウィリアム・アーミステッドの助けを借り、さらにはジェームズの革命戦争における功績を議会に対して証明するためにラファイエットが個人的に用意してくれた書状を添えて、解放の請願を再提出した。ラファイエット侯爵は熱心な奴隷解放論者であった。バージニア議会下院で演説を行った際、バージニアが博愛の精神を推し進め、「あらゆる人種の自由」を実現することを願うと訴えかけた。1786年末から新年にかけて、議会の上下両院が相次いで解放を可決し、1787年1月9日の州知事による署名をもって、ジェームズは正式に自由の身となった。また、その後ジェームズの評価額に相当する補償金が州からアーミステッドに対して支払われた。解放されたジェームズは、かつて仕えたフランス人将官に敬意を表し、名前に「ラファイエット」（または「ファイエット」）の姓を加えた。

## その後の人生

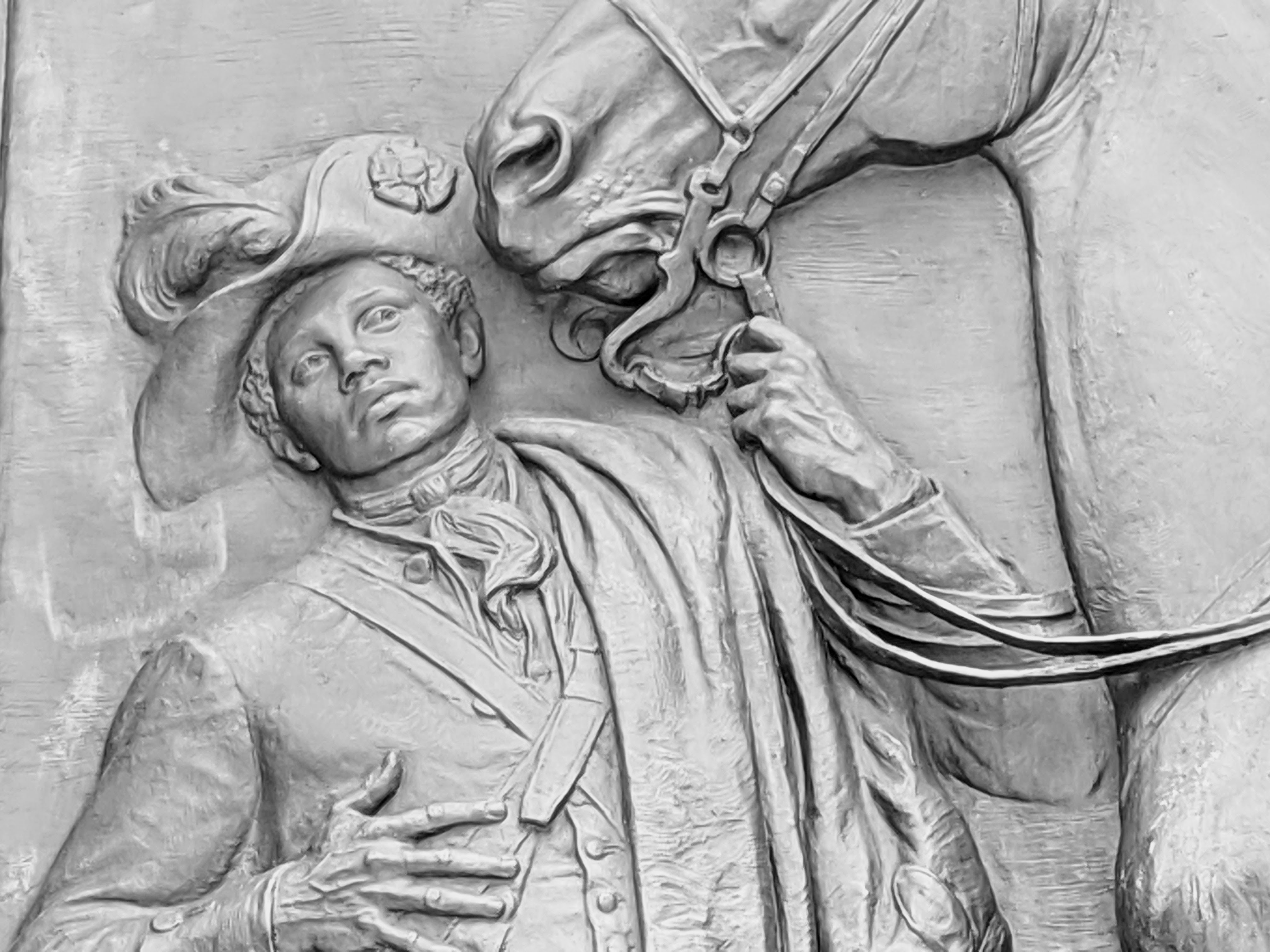
ラファイエット侯爵の側に立つ人物（ラファイエット記念碑の一部）

ジェームズ・ラファイエットは、1816年にニューケント郡で2区画計40エーカーの土地を取得し、地域で比較的裕福な農民となった。また、結婚して数人の子どもをもうけ、農作業にあたらせるため3人の奴隷を購入した。1818年、ジェームズは革命戦争での従軍実績に基づいてバージニア州に年金を申請し、一時金60ドルに加えて年40ドルの支給を認められた。それ以降、毎年2回、年金を受け取りにリッチモンドへ赴いた。
1824年、ラファイエット侯爵が時の大統領ジェームズ モンローに招かれてアメリカを再訪することになった。合衆国の全24州を巡った侯爵は、どこへ行っても彼の姿を見ようと集まった大勢の人々に迎えられ、英雄として盛大なもてなしを受けた。バージニア州ではヨークタウンを訪れ、マウントバーノンでジョージ・ワシントンの墓参りをして、リッチモンドのバージニア議会で演説を行った。リッチモンドでは、馬車の中から群集の中にジェームズがいるのを見つけ、すぐに馬車を止めさせ、彼に駆け寄って抱きしめた。

## 晩年と遺産
ジェームズ・ラファイエットがいつ、どこで亡くなったかについては、1830年（年金を受け取った最後の年）没で場所はボルチモアまたはニューケント郡だったとする説、1832年没で場所はバージニア州だったとする説がある。
ジェームズの晩年にあたる1828年、ジェームズ・Ｅ・ヒース（James E. Heath）が全2巻の歴史小説『Edge-Hill, or, The Family of the Fitz Royals, A Novel 』の中で彼の英雄的活躍を描いた。フランス人画家ジャン=バティスト・ル・パオン作（1783年頃）のラファイエット侯爵の肖像画には、隣に黒人の従者が描かれている。場違いなフランス風の仕着せであるが、この黒人がジェームズを意図していると考える者がいる。アメリカ人画家のジョン・ブレナーハセット・マーティンは、ヒースの小説が出版されたころ、ジェームズの肖像画を描き、それにラファイエット侯爵がジェームズの従軍時の功績について記した書状を付けた複製を配布した。ニューヨークのブルックリンにあるプロスペクト・パークには、ル・パオンの肖像画をもとに制作され、1917年に建てられたラファイエット記念碑がある。ここでも侯爵の隣に一人の人物が彫られている。1997年、ジェームズ・ラファイエットの功績を称えるため、バージニア州はニューケント郡旧庁舎の敷地内に記念銘板を設置した。